# Pokafoss
Der Pokafoss ist ein Wasserfall im Hauptstadtgebiet von Island.
Dieser Wasserfall liegt 6,5 km unterhalb des Þórufoss in der Laxá í Kjós. Er hat nur eine Fallhöhe von 2 m und gleicht eher einer Stromschnelle. Man gelangt über den Kjósaskarðvegur  zu ihm, der  Straße zwischen dem Hvalfjörður und Þingvellir.